# Hélène Vercors
Hélène Vercors est une actrice française d'origine catalane née le 16 décembre 1911 à Villefranche-sur-Mer, morte le 12 avril 2009 à Courbevoie.

## Biographie
Hélène Vercors (de son vrai nom Jeanne Marie Henriette Rampillion) est née le 16 décembre 1911 à Villefranche-sur-Mer.
En même temps qu’elle obtient une licence ès-lettres, elle étudie l’art dramatique à l’École Charles Dullin.
Elle épouse Pierre Maillaud (appelé aussi Pierre Bourdan) le 21 décembre 1946, lequel disparait en mer le 13 juillet 1948. Leur correspondance est déposée dans le fond Pierre Bourdan de la BnF.
Entre 1949 et 1952, elle est pensionnaire de la Comédie-Française. Dans les programmes de théâtre, elle apparaît alors sous le nom d'Hélène Bourdan.
Le 20 juillet 1953, elle épouse José Waechter avec lequel elle a un fils.
Elle meurt le 12 avril 2009 à Courbevoie.

## Filmographie
- 1943 : Le Comte de Monte Cristo, 2e époque : Le châtiment de Robert Vernay : Julie
- 1944 : Le Bossu de Jean Delannoy : Flore
- 1945 : La Part de l'ombre de Jean Delannoy : Fanny
- 1955 : La Veine d'or (La Vena d'oro) de Mauro Bolognini : Signora Albani

## Théâtre
- 1943 : La Folle d'amour de Jacques Seguin, mise en scène de Georges Vanderic (2 février au 28 mars 1943 au Théâtre de l'Œuvre)
- 1943 : Le Théâtre de Monsieur Séraphin, tragi-comédie de Jean Laspeyres, mise en scène et décors de Georges Douking (7 décembre 1943 au 3 janvier 1944 au Théâtre de l'Œuvre)
- 1944 : Évangéline perdue de Maurice Cimber, mise en scène de Georges Vandéric (12 janvier au 15 février 1944 au Théâtre de l'Œuvre)
- 1944 : Le Malentendu d'Albert Camus, mise en scène de Marcel Herrand (au Théâtre des Mathurins)
- 1944 : Sainte Cécile de Pierre Brasseur, mise en scène de Georges Vanderic (13 mars au 7 avril 1944 au Théâtre de l'Œuvre)
- 1947 : La terre est ronde d'Armand Salacrou, mise en scène de Charles Dullin (au Théâtre de l'Atelier)
- 1947 : Tous les chemins mènent au ciel de Suzanne Lilar (au théâtre Hébertot)[5]
- 1948 : Le Maître de Santiago de Henry de Montherlant, mise en scène de Paul Œttly (au Théâtre Hébertot)[6]
- 1952 : Dialogues des carmélites de Georges Bernanos, mise en scène de Marcelle Tassencourt (au Théâtre Hébertot)[7]